# Don Vesuvio und das Haus der Strolche
Don Vesuvio und das Haus der Strolche, im Originaltitel Il bacio del sole (Don Vesuvio), ist ein italienisch-deutscher Spielfilm des Regisseurs Siro Marcellini aus dem Jahr 1958 mit O. W. Fischer in der Titelrolle. Das Drehbuch verfasste Renato Bassoli. In der Bundesrepublik Deutschland kam der Streifen das erste Mal am 7. November 1958 in die Kinos.

## Handlung
Die Geschichte spielt kurz nach dem Ende des Zweiten Weltkrieges in der italienischen Großstadt Neapel. Cicillo ist der Chef einer Bande von Halbwüchsigen, die weder ein Zuhause noch Eltern haben, ihren Lebensunterhalt durch Diebstähle und Betrügereien bestreiten und nicht zwischen Gut und Böse unterscheiden können. Dies will der junge Pater Borrelli ändern. Verkleidet als Seemann sucht er Kontakt zu den Gestrandeten und wird schließlich unter dem Namen „Vesuvio“ in ihre Gemeinschaft aufgenommen. Nachdem er glaubt, vollständig das Vertrauen der jungen Menschen gewonnen zu haben, gibt er sich ihnen als Priester zu erkennen. In dieser Eigenschaft will er jetzt die zerbombte Behausung der Jugendlichen zu einem öffentlich anerkannten und vom Staat geförderten Heim machen. Damit sind jedoch viele nicht einverstanden und wenden sich von ihm ab, allen voran der Bandenchef Cicillo. Don Vesuvio aber verfolgt seinen Plan hartnäckig weiter. Tatkräftige Unterstützung erfährt er nicht nur von den gebliebenen Jugendlichen, sondern auch von Professor Spada und dessen Ehefrau.
So nach und nach interessiert sich auch die Öffentlichkeit für das Projekt des Priesters. Immer mehr wächst das Haus der Strolche zu einer echten Heimstatt der Halbwüchsigen heran, von der aus sie den Start in ein neues Leben wagen, abseits jeglicher Kriminalität. Eines Tages bittet sogar der verstockte Cicillo um Aufnahme.

## Kritik
„Ein christlich und sozial engagierter, lebendig gespielter Film.“